# Miral
Miral è un film del 2010 diretto da Julian Schnabel, tratto dal romanzo autobiografico La strada dei fiori di Miral di Rula Jebreal, che ne ha anche scritto la sceneggiatura.

## Trama
Nella Gerusalemme del 1948 una donna palestinese, Hind, decide di prendersi cura di alcuni bambini feriti a seguito di un attacco sferrato dall'esercito israeliano. Così facendo Hind crea la base per la nascita dell'istituto Dar Al Tifel. Dopo trent'anni da questi eventi, l'istituto vede tra i suoi ospiti Miral, una bambina di sette anni che ha perso la madre (morta suicida). Al compimento del suo diciassettesimo anno di vita, Miral dovrà decidere se farsi promotrice della causa palestinese, la prima intifada, oppure, secondo gli insegnamenti di Hind, continuare gli studi per avere un futuro migliore. Legata ad Hani, un militante, viene brutalmente interrogata dalla polizia israeliana per estorcerle le supposte connivenze con il movimento di liberazione.

## Distribuzione
Il film è stato presentato il 3 settembre 2010 alla Biennale del Cinema di Venezia

## Accoglienza

### Controversie
Negli Stati Uniti la pellicola è stata contestata da diverse organizzazioni ebraiche. Una protesta è stata intrapresa anche dal governo israeliano che ha tentato, vanamente, di impedire la prima statunitense del film organizzata presso la sala dell'Assemblea generale delle Nazioni Unite il 13 marzo 2011. In seguito alle polemiche Schnabel, egli stesso di origini ebraiche, ha replicato: «Io amo lo stato di Israele. Io credo in esso, e il mio film è per proteggerlo, non per arrecargli del male. Ma se non ascoltiamo l'altra parte non avremo mai la pace».
Il 4 aprile 2011, giorni dopo la distribuzione negli Stati Uniti del film, Juliano Mer-Khamis, l'attore che interpreta Seikh Saabah nel film, attivista politico impegnato a favore dei diritti dei palestinesi e contro la occupazione armata dei loro territori, è stato assassinato da un estremista palestinese al di fuori del teatro che aveva stabilito nel campo profughi di Jenin.